# Tom Teršek
Tom Teršek (* 6. September 2006 in Kranj) ist ein slowenischer Leichtathlet, der sich auf den Speerwurf spezialisiert hat.

## Sportliche Laufbahn
Erste internationale Erfahrungen sammelte Tom Teršek beim Europäischen Olympischen Jugendfestival (EYOF) 2023 in Maribor, bei dem er mit einer Weite von 73,59 m die Bronzemedaille mit dem 700-g-Speer gewann. Anschließend gewann er bei den U18-Balkan-Meisterschaften in Bar mit 63,93 m die Silbermedaille. Im Jahr darauf siegte er mit 76,81 m bei den U20-Weltmeisterschaften in Lima.
2024 wurde Teršek slowenischer Meister im Speerwurf.